# Mariä Verkündigung (Steinerskirchen)

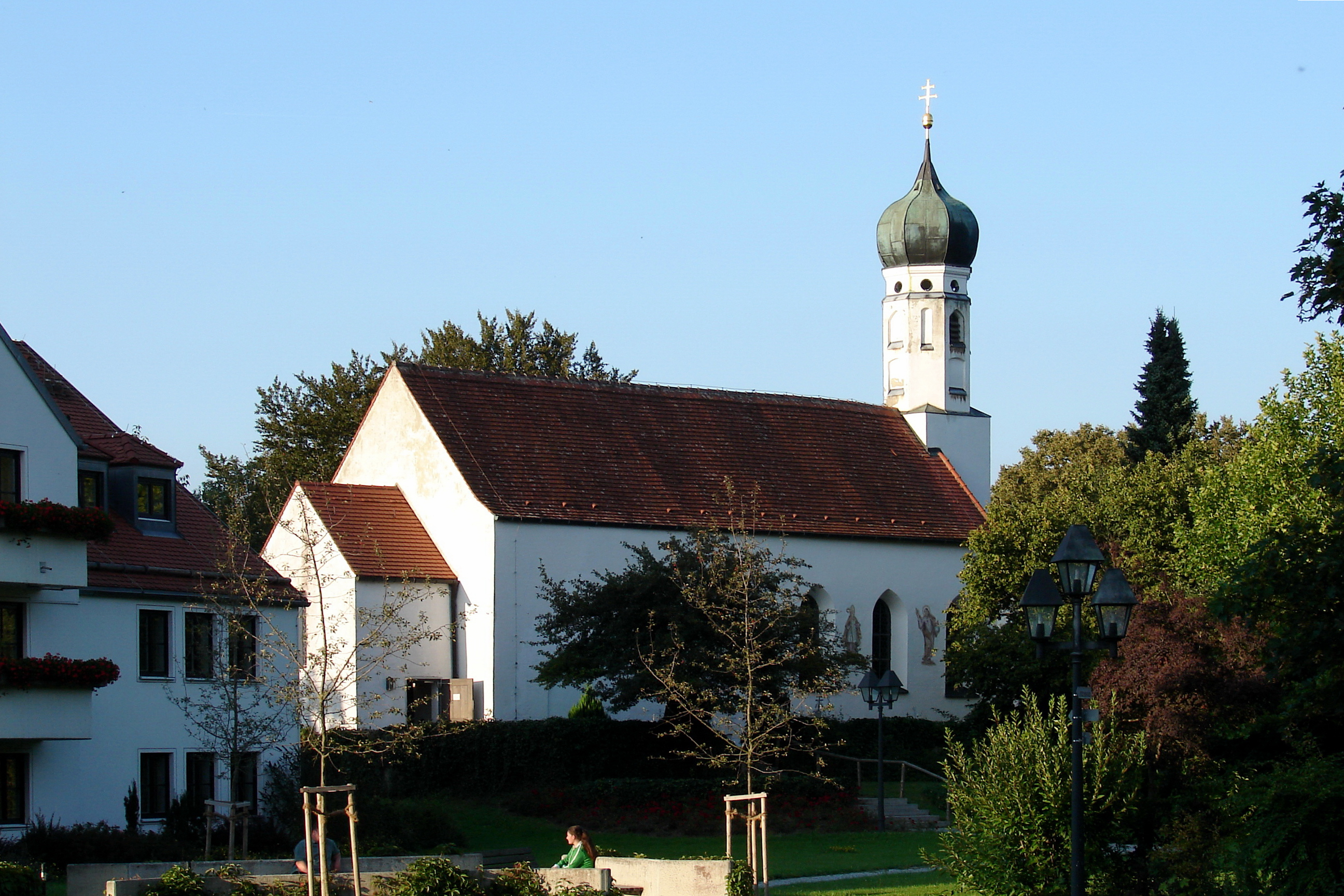
Mariä Verkündigung in Steinerskirchen

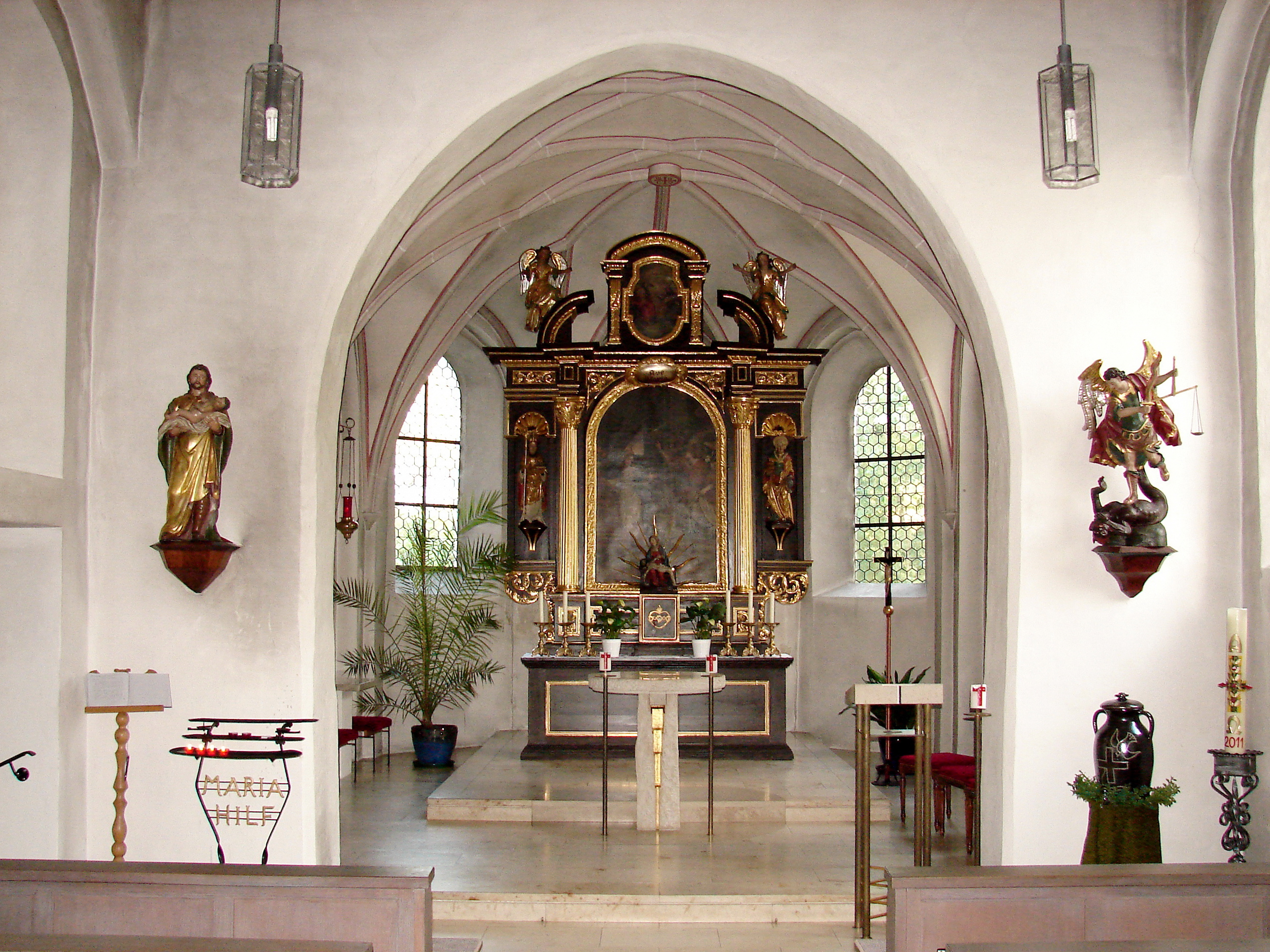
Innenansicht

Die römisch-katholische Pfarrkirche Mariä Verkündigung, die ehemalige Kirche der Herz-Jesu-Missionare, steht in Steinerskirchen, einem Gemeindeteil des Marktes Hohenwart im oberbayerischen Landkreis Pfaffenhofen an der Ilm. Sie ist in der Liste der Baudenkmäler in Hohenwart als Baudenkmal unter der Nummer D-1-86-128-74 eingetragen. Die Kirche gehört zum Dekanat Pfaffenhofen des Bistums Augsburg.

## Beschreibung
Die gotische Saalkirche wurde um 1485 erbaut. Sie besteht aus dem Langhaus, einem Vorbau im Westen und dem dreiseitig geschlossenen Chor im Osten, über dem sich ein quadratischer barocker Dachreiter mit achteckigen Obergeschossen und abschließender Zwiebelhaube erhebt.
Der Innenraum des Langhauses ist mit einer Flachdecke überspannt, der des Chors mit einem Netzgewölbe. 
Der am Ende des 17. Jahrhunderts gebaute Hochaltar wird von den Skulpturen des Ulrich von Augsburg und der Elisabeth von Thüringen flankiert. Das rundbogige Altarblatt zwischen zwei kannelierten Säulen in der Mitte des Altars zeigt entsprechend dem Patrozinium der Kirche Maria und den Erzengel Gabriel, der ihr die Geburt ihres Sohnes Jesus ankündigt, wie es im Lukasevangelium erzählt wird. (Lk 1,26–38 ) Vor dem Altarblatt steht eine kleine Pietà.
Neben dem Übergang vom Kirchenschiff zum Chor stehen jeweils auf einer Konsole links der heilige Josef und rechts der Erzengel Michael. Die Statue des Michael zeigt, wie er Satan bezwingt. In der rechten Hand hält er das Flammenschwert und in der linken nach altem Volksglauben die Seelenwaage, mit der er die guten und die schlechten Taten der Menschen abwägt. (Offb 12,7–9 )